# Charles Jérémie Coulombe
Pour l’article homonyme, voir Coulombe.
Charles Jérémie Coulombe (23 octobre 1846 - 1er décembre 1938) est un médecin et homme politique fédéral du Québec.

## Biographie
Né à Saint-Cuthbert dans le Canada-Est, il étudia au Collège de L'Assomption. Il servit comme major de 1882 à 1902 dans la milice de Trois-Rivières. Tentant de devenir député de la circonscription de Maskinongé lors de l'élection partielle déclenchée après le décès du député Frédéric Houde en 1884, il fut défait par le conservateur Alexis Lesieur Desaulniers. Élu député du Parti conservateur en 1887, il fut défait par le libéral Joseph-Hormisdas Legris en 1891 et en 1896.